# Прапор Бецилового
Пра́пор Беци́лового — геральдичний символ населених пунктів Бецилівської сільської ради Роздільнянського району Одеської області (Україна): Бецилового, Желепового, Новоселівки та Старокостянтинівки. Прапор затверджений рішенням Бецилівської сільської ради.

## Опис
Прапор являє собою прямокутне полотнище з вертикальним кріпленням. Древко прапора — темного кольору.
Прапор сільської ради червоного кольору, що символізує любов, великодушність, сміливість, теплоту, мужність.
Колоски жовтого кольору на блакитному тлі — символ багатства та єдності і розвитку зернового господарства.
Паросток у середині кола зеленого кольору на жовтому фоні символізує молоде покоління та свіжі ідеї.